# Đảo Arabi
Đảo Arabi (tiếng Ả Rập: جزيرة العربية) là một trong những hòn đảo của Ả Rập Xê Út gần đảo Farsi ở Vịnh Ba Tư. Hòn đảo này có diện tích 10 ha.
Cùng với Farsi, Arabi từng là chủ đề của một tranh chấp lãnh thổ giữa Iran và Ả Rập Xê Út, nhưng hai nước đã đi đến một thỏa thuận vào những năm 1960, trong đó Iran nhượng quyền chủ quyền của Arabi cho Ả Rập Xê Út.